# Dysplazja włóknisto-mięśniowa

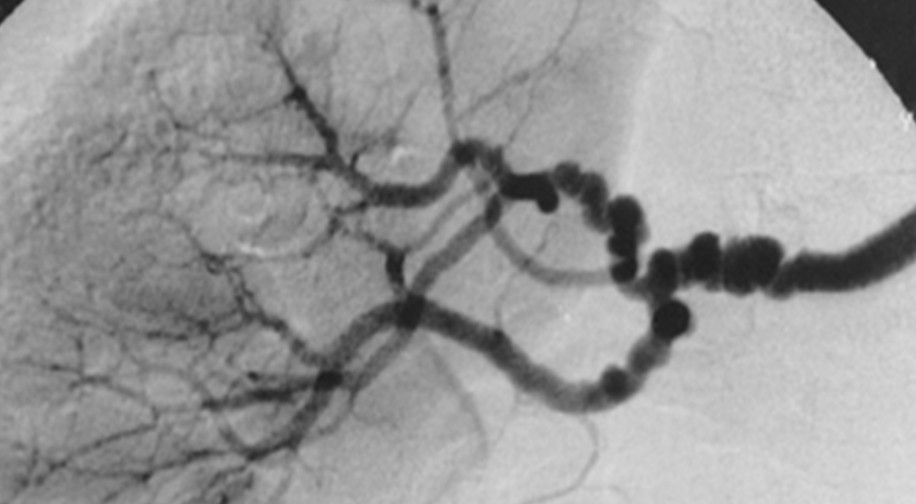
Dysplazja włóknisto-mięśniowa tętnicy nerkowej przebiegająca z zajęciem tętnic segmentalnych w angiografii. Charakterystyczny obraz „sznura pereł” spowodowany jest odcinkami zwężeń oddzielających niewielkie tętniakowate poszerzenia, przekraczające prawidłową średnicę naczynia

Dysplazja włóknisto-mięśniowa (ang. fibromuscular dysplasia, FMD, fibromuscular fibroplasia) – grupa niemiażdżycowych, niezapalnych chorób naczyń tętniczych, przede wszystkim tętnic nerkowych i szyjnych. Częstość objawowej dysplazji włóknisto-mięśniowej naczyń nerkowych szacuje się na 4:1000, a częstość naczyń szyjnych i mózgowych jest przypuszczalnie o połowę mniejsza.
Najczęstszym objawem dysplazji włóknisto-mięśniowej naczyń nerkowych jest nadciśnienie tętnicze nerkopochodne. Wieloogniskowe zwężenia i „obraz sznura pereł” stwierdza się w ponad 80% przypadków, przede wszystkim u kobiet między 40. a 50. rokiem życia. Schorzenie to zajmuje najczęściej 2/3 długości tętnicy nerkowej (odcinek dystalny i środkowy), a w niektórych przypadkach także gałęzie tętnicy nerkowej. Szyjno-czaszkowa dysplazja włóknisto-mięśniowa może wiązać się z takimi powikłaniami, jak rozwarstwienie tętnicy, migreny, zespół Hornera, udar i może przebiegać z tworzeniem tętniaków tętnic mózgowych, stwarzających ryzyko krwawienia podpajęczynówkowego lub śródmózgowego. Etiologia dysplazji włóknisto-mięśniowej nie jest znana, sugerowano wpływ czynników mechanicznych i hormonalnych. W około 10% przypadków występuje rodzinnie, więc postuluje się również udział czynników genetycznych w jej patogenezie.

## Historia
Dysplazję włóknisto-mięśniową tętnic opisali pierwsi Leadbetter i Burkland w 1938 roku u 5-letniego chłopca jako chorobę tętnic nerkowych. Zajęcie naczyń tętniczych czaszkowo-szyjnych opisali w 1946 roku Palubinskas i Ripley. W 1958 roku McCormack i wsp. przedstawili obserwacje histopatologiczne nad zmienionymi tętnicami nerkowymi u czterech pacjentów z nadciśnieniem nerkopochodnym i stwierdzili hiperplazję komórek naczynia. W 1965 roku Hunt i wsp. stwierdzili heterogeniczność choroby i wprowadzili termin dysplazji włóknisto-mięśniowej w miejsce używanej wcześniej nazwy hiperplazji włóknisto-mięśniowej.

## Epidemiologia
Wczesne wyniki badań autopsyjnych i radiologicznych sugerowały, że częstość FMD naczyń szyjno-czaszkowych wynosi około 1% populacji, ale nowsze badania szacują ją na 0,02%. Uważa się, że 10-20% zwężeń tętnic nerkowych jest konsekwencją FMD; ponieważ nadciśnienie nerkopochodne odpowiada za mniej niż 1-2% przypadków nadciśnienia, można przypuszczać, że istotna klinicznie FMD tętnic nerkowych występuje z częstością 0,4% populacji. Bezobjawowa dysplazja włóknisto-mięśniowa jest przypuszczalnie rząd wielkości częstsza; w czterech dużych badaniach angiograficznych łącznie 3181 potencjalnych dawców nerek FMD zdiagnozowano u 139 z nich, co daje częstość 4,4%.

## Klasyfikacja

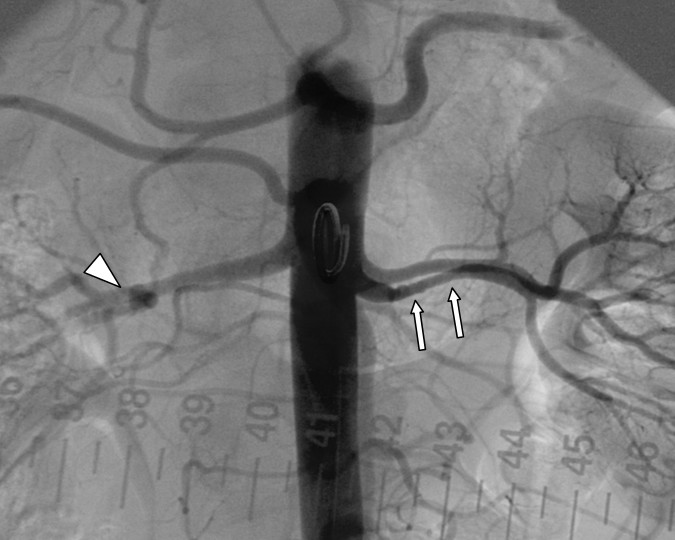
FMD dodatkowej lewej dolnej tętnicy nerkowej u 35-letniej kobiety z nadciśnieniem. Dwie strzałki wskazują zmieniony odcinek tętnicy; grot trzeciej strzałki pokazuje workowatego tętniaka prawej tętnicy nerkowej

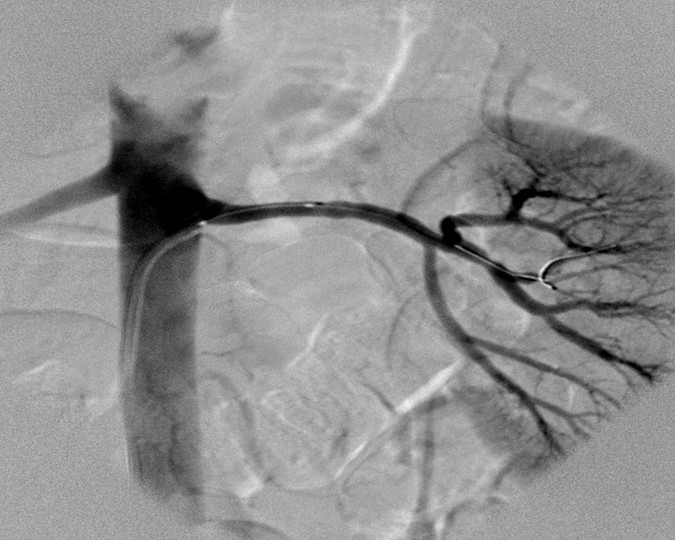
Wybiórcza angiografia dodatkowej tętnicy nerkowej u tej samej pacjentki po zakończonym sukcesem zabiegu przezskórnej angioplastyki balonowej

Klasyfikacja histologiczna schorzenia (zaproponowana przez McCormack i wsp. poprawiona przez Stanleya) wyróżnia trzy główne typy:
- z zajęciem błony wewnętrznej (ang. intimal type)
- środkowej (ang. medial type)
- na zewnątrz od niej (ang. perimedial type)

Wszystkie trzy typy mogą występować samodzielnie albo łącznie u jednego pacjenta. Klasyfikacja angiograficzna wyróżnia typ wieloogniskowy (multifocal type), z licznymi zwężeniami i obrazem „sznura pereł”, któremu w klasyfikacji histologicznej odpowiada typ z zajęciem błony wewnętrznej, typ cewkowy i typ ogniskowy, nie pokrywające się z klasyfikacją histologiczną.

## Etiologia

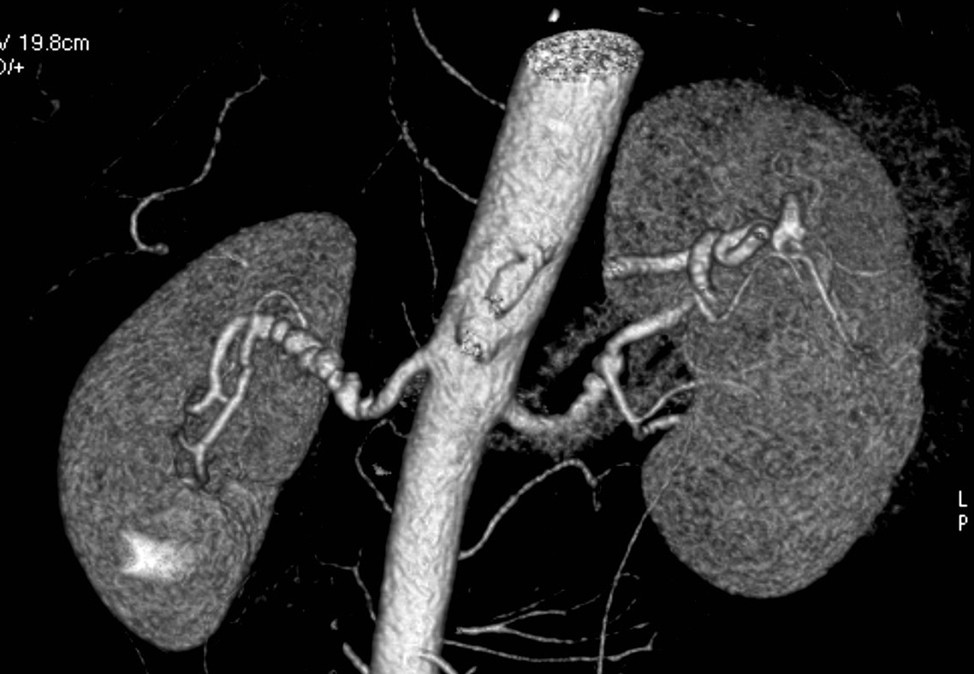
Obraz FMD tętnic nerkowych w angio-CT

Przypuszczalnie w etiologii FMD mają udział czynniki genetyczne. Donoszono o możliwym związku FMD z mutacjami w genie kolagenu ze skórą wiotką (cutis laxa) i niedoborem α1-antytrypsyny. Donoszono o pojedynczych przypadkach występowania FMD u pacjentów z zespołem Marfana nerwiakowłókniakowatością, zespołem Alporta zapaleniem naczyń Takayasu i guzem chromochłonnym.
Udział czynników środowiskowych nie jest jasny; w kilku badaniach stwierdzono, że pacjenci z FMD częściej palą papierosy, a u tych, którzy palą, przebieg choroby jest cięższy. Nie określono jednak mechanizmów jakie miałyby wywoływać FMD u palaczy. Częstsze występowanie FMD u kobiet sugeruje udział ekspozycji na endogenne albo egzogenne estrogeny w predyspozycji do FMD, ale liczba ciąży i częstość stosowania antykoncepcji hormonalnej w grupie pacjentek z FMD nie różni się znacząco od grupy kontrolnej.

## Objawy i przebieg
FMD tętnic nerkowych
Najczęstszą manifestacją FMD jest nadciśnienie tętnicze nerkopochodne wtórne do zwężenia tętnicy nerkowej. Stenoza naczynia spowodowana dysplazją włóknisto-mięśniową może skutkować nadciśnieniem każdego stopnia, ale najczęściej jest wykrywana u pacjentów z II i III stopniem choroby nadciśnieniowej, z nadciśnieniem o nagłym początku lub nadciśnieniem złośliwym. W górnym kwadrancie brzucha lub w boku pacjenta można stwierdzić osłuchiwaniem szmer naczyniowy, ale czułość i specyficzność tego objawu są ograniczone. Powikłania nerkowej dysplazji włóknisto-mięśniowej obejmują rozwarstwienie tętnicy nerkowej objawiające się gwałtownym bólem w boku, krwiomoczem i gwałtownie rosnącym nadciśnieniem. Jako skutek aktywacji układu renina-angiotensyna-aldosteron u pacjenta może rozwinąć się hipokaliemia odzwierciedlająca wtórny hiperaldosteronizm, szczególnie w przypadkach powikłanych rozwarstwieniem tętnicy nerkowej i zawałem nerki. W przeciwieństwie do miażdżycowych zwężeń tętnicy nerkowej, nerkowa FMD rzadko wiąże się z podwyższonymi poziomami kreatyniny w osoczu.
FMD naczyń szyjnych
Dysplazja włóknisto-mięśniowa tętnic szyjnych, dotycząca przede wszystkim tętnicy szyjnej wewnętrznej, rzadko jest objawowa. Może być wykryta przypadkowo podczas badania dopplerowskiego naczyń szyjnych u pacjentów z zawrotami głowy, bólami głowy lub bezobjawowym szmerem naczyniowym nad szyją. Objawy neurologiczne stwierdza się, gdy FMD tętnic szyjnych jest powikłana przez niedokrwienie mózgu, zator lub zakrzepicę, spowodowane rozwarstwieniem ściany tętnicy lub współwystępowaniem objawowych tętniaków. Powikłania mogą obejmować zespół Hornera, przemijający atak niedokrwienny, lub krwotok podpajęczynówkowy. Krwotok spowodowany pęknięciem tętniaka towarzyszący udarowi niedokrwiennemu spowodowanemu stenozą są charakterystyczne dla FMD naczyń mózgowych.
FMD innych lokalizacji
Dysplazję włóknisto-mięśniową stwierdzano także w pniu trzewnym, górnej i dolnej tętnicy krezkowej, tętnicy wątrobowej, śledzionowej i w tętnicach wieńcowych. Większość pacjentów z FMD naczyń trzewnych jest bezobjawowa, ale choroba rzadko może się manifestować niedokrwieniem krezki (poposiłkowy ból brzucha, utrata wagi, szmer w nadbrzuszu) i rzadziej, zawałem krezki i niewydolnością wielonarządową. Pacjenci z FMD tętnic kończyn dolnych mogą mieć uczucie zimnych nóg, chromanie przestankowe lub objawy zatoru w dystalnych częściach kończyn. Chorzy z FMD tętnicy podobojczykowej prezentują osłabienie ręki, parestezje, chromanie i objawy zespołu podkradania.

## Diagnostyka
Nieinwazyjne metody obrazowania choroby obejmują (od najmniej do najbardziej dokładnych) USG, angiografię rezonansu magnetycznego (MRIA) i angiografię tomografii komputerowej (CTA). Złotym standardem diagnostyki FMD jest angiografia, ale ta inwazyjna metoda stosowana jest wyłącznie jeśli jednoczasowo można przeprowadzić udrożnienie naczyń tętniczych.

## Różnicowanie
Diagnostyka różnicowa FMD obejmuje zwężenia na tle miażdżycowym, zespołu Ehlersa i Danlosa, zespołu Williamsa i nerwiakowłókniakowatości typu 1. FMD jest z definicji niezapalna, ale trudność może sprawiać niekiedy zróżnicowanie jej z zapalnymi chorobami naczyń. Olbrzymiokomórkowe zapalenie naczyń może przebiegać bez zmian w reaktantach ostrej fazy u do 40% pacjentów. Obraz angiograficzny tych dwóch chorób jest podobny i gdy histiologicznie nie można stwierdzić oznak procesu zapalnego, różnicowanie jest trudne szczególnie w przypadku zajęcia błony wewnętrznej większej liczby naczyń. W niektórych przypadkach pomocne jest wewnątrznaczyniowe USG.

## Leczenie
Postać nerkowa
W leczeniu postaci nerkowej stosuje się leki hipotensyjne, przezskórną angioplastykę ciężkich zwężeń i chirurgiczną rekonstrukcję naczynia w przypadkach z zajęciem tętnic segmentalnych. Wskazania do angioplastyki balonowej w FMD są szersze niż w miażdżycowej chorobie naczyń nerkowych, ponieważ ciśnienie tętnicze krwi lepiej się stabilizuje w tej grupie pacjentów. Progresja zwężenia naczyń nerkowych jest powolna i FMD rzadko prowadzi do niedokrwienia miąższu nerki.
Postać szyjna
Możliwości terapeutyczne zabezpieczenia pękniętych tętniaków naczyń mózgowych obejmują neurochirurgiczne zabezpieczenie naczyń klipsami lub wprowadzeniem do światła naczynia tzw. koili (ang. endovascular coiling).